# Ocymyrmex robecchii
Ocymyrmex robecchii är en myrart som beskrevs av Carlo Emery 1892. Ocymyrmex robecchii ingår i släktet Ocymyrmex och familjen myror. Inga underarter finns listade i Catalogue of Life.